# Grabensee (Österreich)
Der Grabensee ist ein See im österreichischen Bundesland Salzburg. Er liegt im äußersten Norden des Landes im Bezirk Salzburg-Umgebung an der Grenze zu Oberösterreich und ist als kleinster der drei Trumer Seen Teil des Salzburger Seengebiets.

## Namensgebung
Der See ist urkundlich erstmals 1040 unter dem Namen Gransse erwähnt. Der Name leitet sich von dem alten Personennamen Gramin her, was auf einen früheren Grundeigentümer, Verwalter oder Innehaber von Fischereirechten hindeutet. Damit ist das Motiv für die Namensgebung dasselbe wie im Falle der im Salzkammergut gelegenen Seen Mondsee und Wolfgangsee (in seiner früheren Bezeichnung Abersee) sowie möglicherweise des nahen Wallersees. Auf den Personennamen Gramin geht auch der Name von Gransdorf zurück, einem am Nordufer des Sees gelegenen Weiler, der die Wohnstätte dieser Person gewesen sein dürfte. Die sprachliche Form Grabensee ergab sich im Laufe der Zeit aus volksetymologischen Gründen.

## Geografie
Der Grabensee ist etwa 2 km lang, bis zu 800 m breit und hat eine Fläche von rund 130 Hektar. Den See durchfließt von Süden nach Norden die Mattig, die bei Braunau in den Inn mündet. Die Mattig bzw. der Grabensee ist der einzige Abfluss der drei Trumer Seen. Der See liegt in einem Landschaftsschutzgebiet und steht unter Naturschutz.
Der Grabensee befindet sich zur Gänze in der Gemeinde Berndorf bei Salzburg. Sein Süd- bzw. Südostufer bildet die Gemeindegrenze zu Mattsee, im Südwesten grenzt er auch über wenige hundert Meter an die Gemeinde Seeham. Nächstliegender Hauptort einer Gemeinde ist jedoch das an der Nordseite gelegene, oberösterreichische Perwang am Grabensee.

## Sport und Freizeit
Der Grabensee ist Naturschutzgebiet mit Schifffahrtsverbot. Die mittleren Wassertemperaturen liegen im Sommer zwischen 20 und 22 °C, in heißen Perioden sind Temperaturen bis 28 °C möglich. In Perwang befindet sich ein Naturstrandbad, das den einzigen öffentlichen Zugang zum See darstellt. Zu diesem Strandbad gehören auch ein Campingplatz und ein Zeltplatz. Surfen und Bootfahren sind aus Gründen des Naturschutzes untersagt; in der Umgebung existieren einige Wanderwege.
Am südlichen Seeufer befindet sich das Pfadfinderdorf Zellhof.

## Bilder

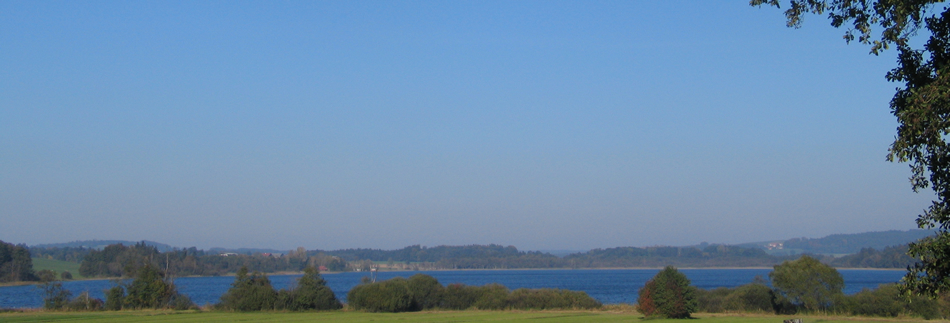
Grabensee vom Südufer aus
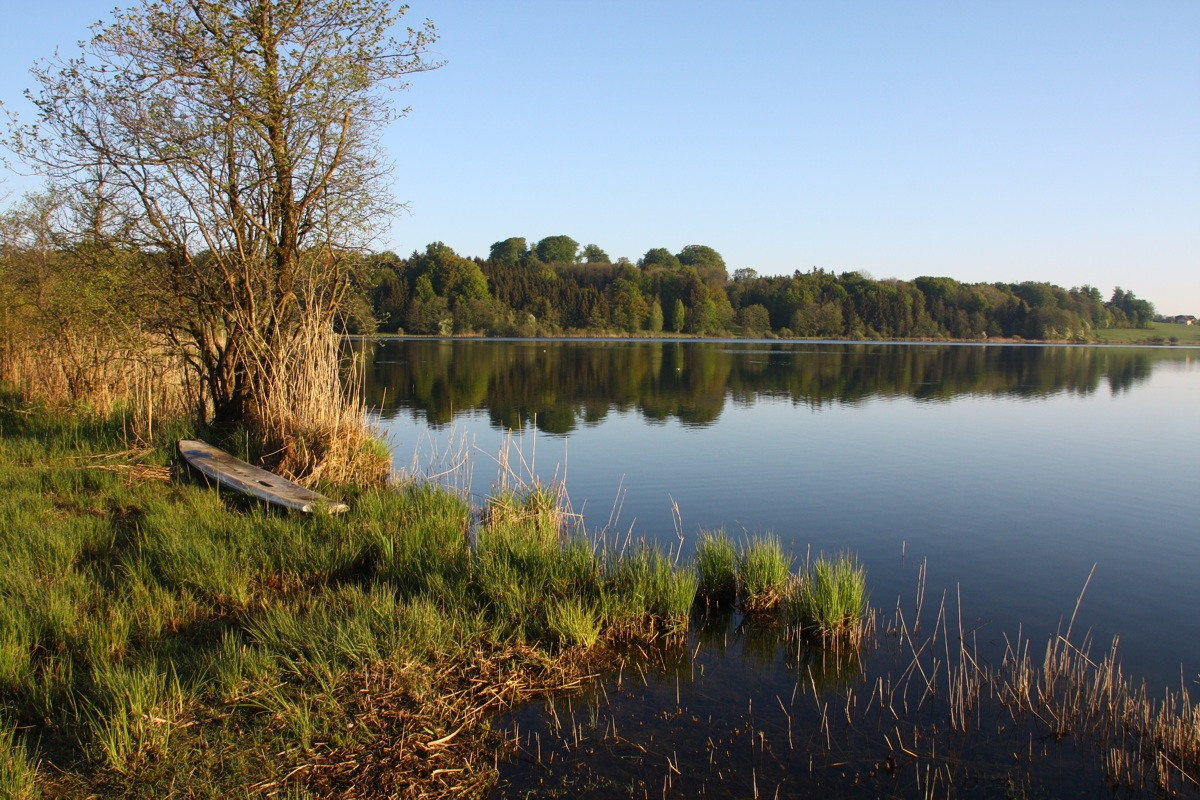
Grabensee Südufer
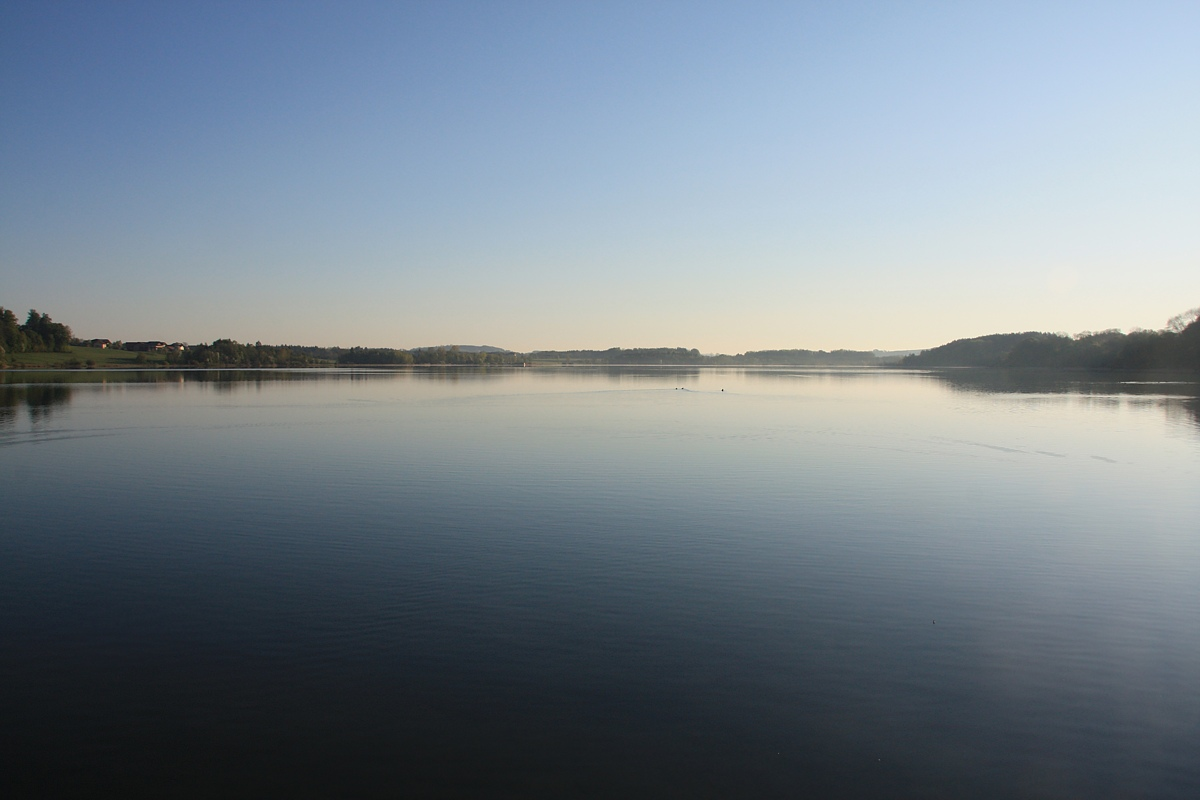
Blick über den Grabensee nach Norden
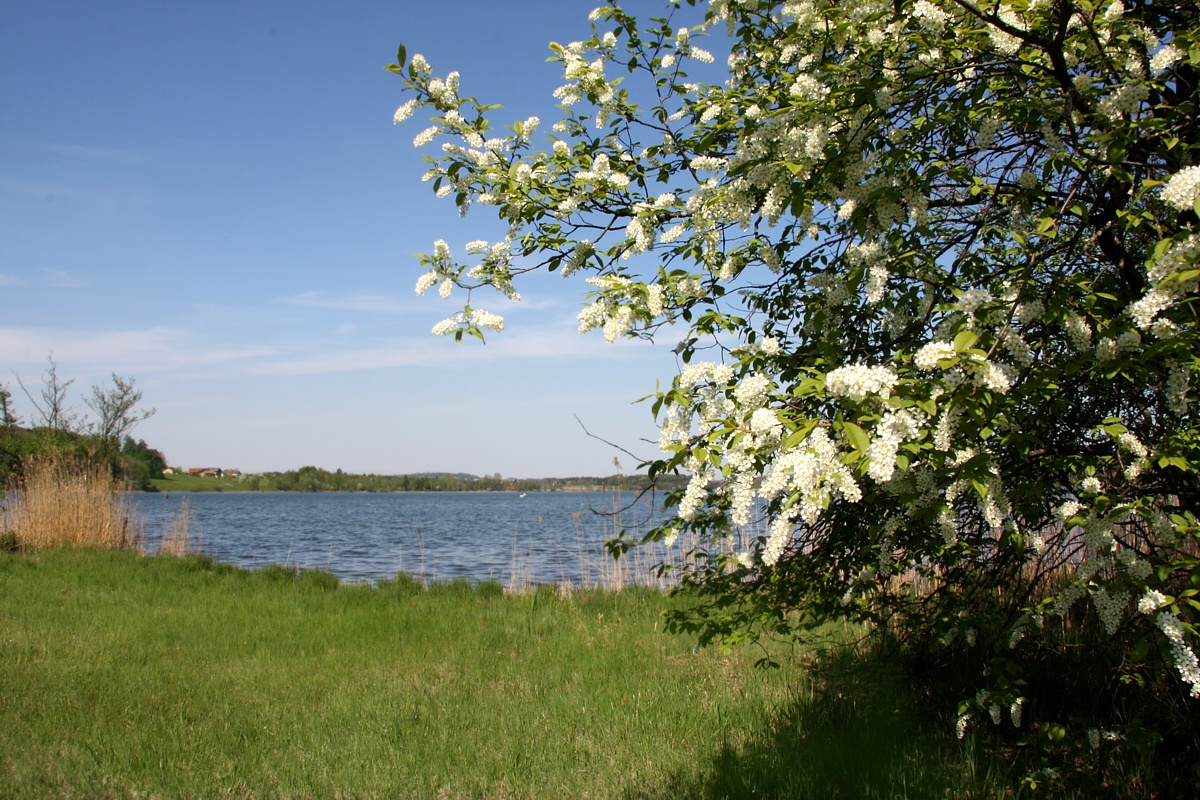
Nahe der Einmündung des Obertrumer Sees
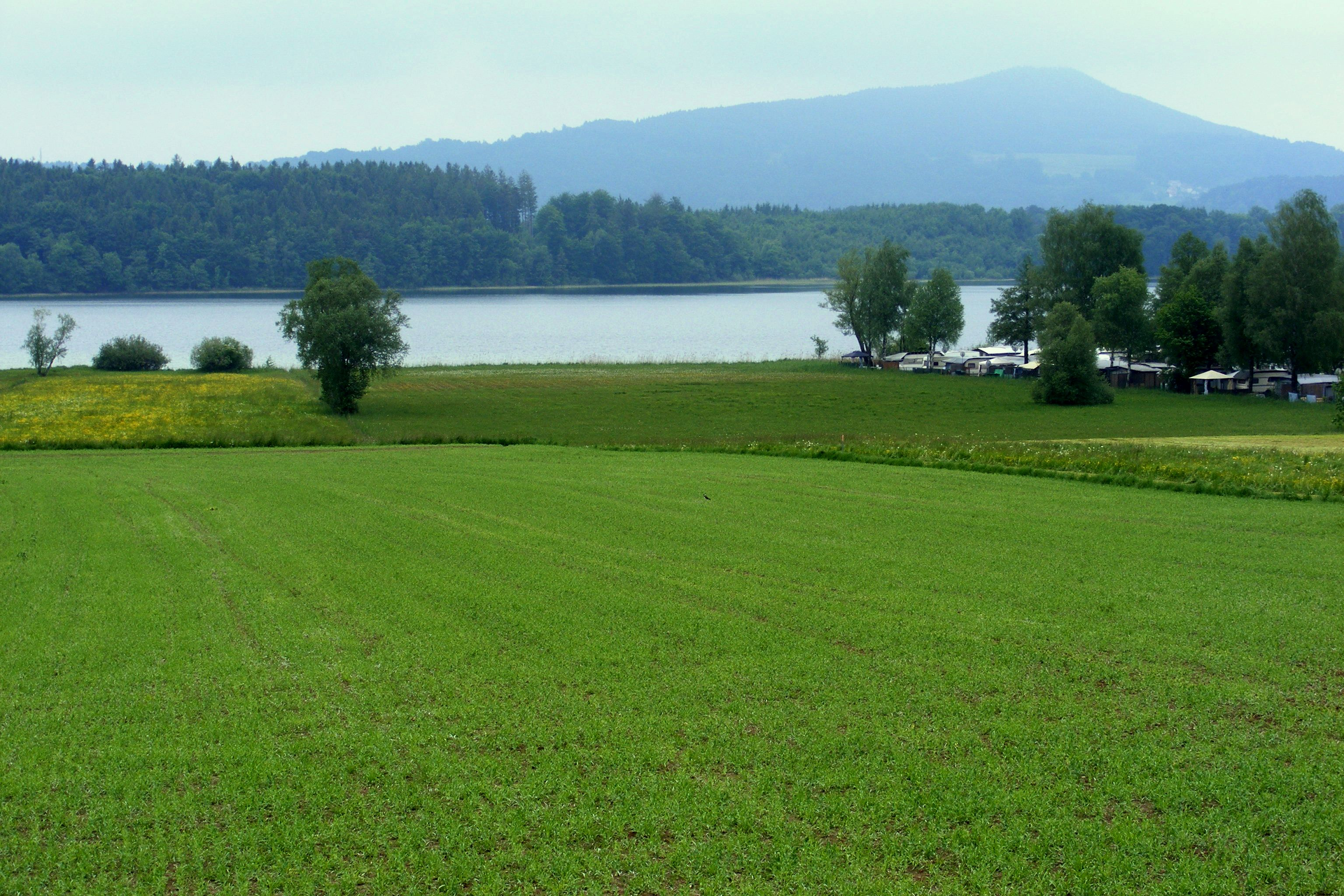
Am Nordufer